# La Rencontre (Fragonard)
Pour les articles homonymes, voir La Rencontre.
La Rencontre est un tableau réalisé en 1771-1772 par le peintre français Jean-Honoré Fragonard. Partie de la série Les Progrès de l'amour commandée par Madame du Barry pour sa nouvelle maison de plaisance dans le jardin du château de Louveciennes, cette huile sur toile est aujourd'hui conservée au sein de la Frick Collection, à New York, aux États-Unis. Elle représente une jeune femme rejointe par son amant via une échelle dans une roseraie dominée par une statue de Cupidon et Vénus et de grands arbres.